# Canadian Premier League de 2019
A Canadian Premier League de 2019 foi a temporada de estreia da Canadian Premier League, uma liga profissional de futebol. A temporada começou em abril de 2019, com sete equipes competindo. O jogo inaugural da Premier League do Canadá ocorreu em 27 de abril de 2019 entre Forge FC e York9, em Tim Hortons Field.

## Visão global

### Background
Em 6 de maio de 2017, a criação da Canadian Premier League foi aprovada por unanimidade e sancionada pela Canadian Soccer Association. Sete equipes estão preparadas para competir na primeira temporada da Premier League canadense, deixando quatro equipes profissionais canadenses a jogar nas ligas sediadas nos Estados Unidos (Impact de Montréal, Toronto FC e Vancouver Whitecaps na Major League Soccer e Ottawa Fury no USL Championship). As equipes de CPL competirão no Campeonato Canadense de 2019 com as equipes de MLS e USL sediadas no Canadá, e os campeões das três ligas de Ontário e Quebec.

### Equipes
Sete equipes competiram na temporada - seis equipes recém-formadas e uma equipe existente que se juntou à CPL. As seis novas equipes são o Cavalry FC, o Forge FC, o HFX Wanderers, o Pacific FC, o Valour FC e o York9. O FC Edmonton anunciou a sua mudança para a CPL tendo cessado as suas operações profissionais após a temporada de 2017 na North American Soccer League.

#### Estádios e locais
| Cavalry FC | FC Edmonton | Forge FC | HFX Wanderers | | | | |
| ATCO Field | Clarke Stadium | Tim Hortons Field | Wanderers Grounds | | | | |
| Capacidade: 5 288 | Capacidade: 5 100 | Capacidade: 23 218 | Capacidade: 6 500 | | | | |
| | | | | | | | |
| Pacific FC | \| Cavalry FC FC Edmonton Forge FC HFX Wanderers Pacific FC Valour FC York9Localização das equipes participantes da Canadian Premier League de 2019. \| | \| Cavalry FC FC Edmonton Forge FC HFX Wanderers Pacific FC Valour FC York9Localização das equipes participantes da Canadian Premier League de 2019. \| | \| Cavalry FC FC Edmonton Forge FC HFX Wanderers Pacific FC Valour FC York9Localização das equipes participantes da Canadian Premier League de 2019. \| | \| Cavalry FC FC Edmonton Forge FC HFX Wanderers Pacific FC Valour FC York9Localização das equipes participantes da Canadian Premier League de 2019. \| | \| Cavalry FC FC Edmonton Forge FC HFX Wanderers Pacific FC Valour FC York9Localização das equipes participantes da Canadian Premier League de 2019. \| | \| Cavalry FC FC Edmonton Forge FC HFX Wanderers Pacific FC Valour FC York9Localização das equipes participantes da Canadian Premier League de 2019. \| | \| Cavalry FC FC Edmonton Forge FC HFX Wanderers Pacific FC Valour FC York9Localização das equipes participantes da Canadian Premier League de 2019. \| |
| Westhills Stadium | \| Cavalry FC FC Edmonton Forge FC HFX Wanderers Pacific FC Valour FC York9Localização das equipes participantes da Canadian Premier League de 2019. \| | \| Cavalry FC FC Edmonton Forge FC HFX Wanderers Pacific FC Valour FC York9Localização das equipes participantes da Canadian Premier League de 2019. \| | \| Cavalry FC FC Edmonton Forge FC HFX Wanderers Pacific FC Valour FC York9Localização das equipes participantes da Canadian Premier League de 2019. \| | \| Cavalry FC FC Edmonton Forge FC HFX Wanderers Pacific FC Valour FC York9Localização das equipes participantes da Canadian Premier League de 2019. \| | \| Cavalry FC FC Edmonton Forge FC HFX Wanderers Pacific FC Valour FC York9Localização das equipes participantes da Canadian Premier League de 2019. \| | \| Cavalry FC FC Edmonton Forge FC HFX Wanderers Pacific FC Valour FC York9Localização das equipes participantes da Canadian Premier League de 2019. \| | \| Cavalry FC FC Edmonton Forge FC HFX Wanderers Pacific FC Valour FC York9Localização das equipes participantes da Canadian Premier League de 2019. \| |
| Capacidade: 6 000 | \| Cavalry FC FC Edmonton Forge FC HFX Wanderers Pacific FC Valour FC York9Localização das equipes participantes da Canadian Premier League de 2019. \| | \| Cavalry FC FC Edmonton Forge FC HFX Wanderers Pacific FC Valour FC York9Localização das equipes participantes da Canadian Premier League de 2019. \| | \| Cavalry FC FC Edmonton Forge FC HFX Wanderers Pacific FC Valour FC York9Localização das equipes participantes da Canadian Premier League de 2019. \| | \| Cavalry FC FC Edmonton Forge FC HFX Wanderers Pacific FC Valour FC York9Localização das equipes participantes da Canadian Premier League de 2019. \| | \| Cavalry FC FC Edmonton Forge FC HFX Wanderers Pacific FC Valour FC York9Localização das equipes participantes da Canadian Premier League de 2019. \| | \| Cavalry FC FC Edmonton Forge FC HFX Wanderers Pacific FC Valour FC York9Localização das equipes participantes da Canadian Premier League de 2019. \| | \| Cavalry FC FC Edmonton Forge FC HFX Wanderers Pacific FC Valour FC York9Localização das equipes participantes da Canadian Premier League de 2019. \| |
| | \| Cavalry FC FC Edmonton Forge FC HFX Wanderers Pacific FC Valour FC York9Localização das equipes participantes da Canadian Premier League de 2019. \| | \| Cavalry FC FC Edmonton Forge FC HFX Wanderers Pacific FC Valour FC York9Localização das equipes participantes da Canadian Premier League de 2019. \| | \| Cavalry FC FC Edmonton Forge FC HFX Wanderers Pacific FC Valour FC York9Localização das equipes participantes da Canadian Premier League de 2019. \| | \| Cavalry FC FC Edmonton Forge FC HFX Wanderers Pacific FC Valour FC York9Localização das equipes participantes da Canadian Premier League de 2019. \| | \| Cavalry FC FC Edmonton Forge FC HFX Wanderers Pacific FC Valour FC York9Localização das equipes participantes da Canadian Premier League de 2019. \| | \| Cavalry FC FC Edmonton Forge FC HFX Wanderers Pacific FC Valour FC York9Localização das equipes participantes da Canadian Premier League de 2019. \| | \| Cavalry FC FC Edmonton Forge FC HFX Wanderers Pacific FC Valour FC York9Localização das equipes participantes da Canadian Premier League de 2019. \| |
| Valour FC | \| Cavalry FC FC Edmonton Forge FC HFX Wanderers Pacific FC Valour FC York9Localização das equipes participantes da Canadian Premier League de 2019. \| | \| Cavalry FC FC Edmonton Forge FC HFX Wanderers Pacific FC Valour FC York9Localização das equipes participantes da Canadian Premier League de 2019. \| | \| Cavalry FC FC Edmonton Forge FC HFX Wanderers Pacific FC Valour FC York9Localização das equipes participantes da Canadian Premier League de 2019. \| | \| Cavalry FC FC Edmonton Forge FC HFX Wanderers Pacific FC Valour FC York9Localização das equipes participantes da Canadian Premier League de 2019. \| | \| Cavalry FC FC Edmonton Forge FC HFX Wanderers Pacific FC Valour FC York9Localização das equipes participantes da Canadian Premier League de 2019. \| | \| Cavalry FC FC Edmonton Forge FC HFX Wanderers Pacific FC Valour FC York9Localização das equipes participantes da Canadian Premier League de 2019. \| | \| Cavalry FC FC Edmonton Forge FC HFX Wanderers Pacific FC Valour FC York9Localização das equipes participantes da Canadian Premier League de 2019. \| |
| IG Field | \| Cavalry FC FC Edmonton Forge FC HFX Wanderers Pacific FC Valour FC York9Localização das equipes participantes da Canadian Premier League de 2019. \| | \| Cavalry FC FC Edmonton Forge FC HFX Wanderers Pacific FC Valour FC York9Localização das equipes participantes da Canadian Premier League de 2019. \| | \| Cavalry FC FC Edmonton Forge FC HFX Wanderers Pacific FC Valour FC York9Localização das equipes participantes da Canadian Premier League de 2019. \| | \| Cavalry FC FC Edmonton Forge FC HFX Wanderers Pacific FC Valour FC York9Localização das equipes participantes da Canadian Premier League de 2019. \| | \| Cavalry FC FC Edmonton Forge FC HFX Wanderers Pacific FC Valour FC York9Localização das equipes participantes da Canadian Premier League de 2019. \| | \| Cavalry FC FC Edmonton Forge FC HFX Wanderers Pacific FC Valour FC York9Localização das equipes participantes da Canadian Premier League de 2019. \| | \| Cavalry FC FC Edmonton Forge FC HFX Wanderers Pacific FC Valour FC York9Localização das equipes participantes da Canadian Premier League de 2019. \| |
| Capacidade: 30 000 | \| Cavalry FC FC Edmonton Forge FC HFX Wanderers Pacific FC Valour FC York9Localização das equipes participantes da Canadian Premier League de 2019. \| | \| Cavalry FC FC Edmonton Forge FC HFX Wanderers Pacific FC Valour FC York9Localização das equipes participantes da Canadian Premier League de 2019. \| | \| Cavalry FC FC Edmonton Forge FC HFX Wanderers Pacific FC Valour FC York9Localização das equipes participantes da Canadian Premier League de 2019. \| | \| Cavalry FC FC Edmonton Forge FC HFX Wanderers Pacific FC Valour FC York9Localização das equipes participantes da Canadian Premier League de 2019. \| | \| Cavalry FC FC Edmonton Forge FC HFX Wanderers Pacific FC Valour FC York9Localização das equipes participantes da Canadian Premier League de 2019. \| | \| Cavalry FC FC Edmonton Forge FC HFX Wanderers Pacific FC Valour FC York9Localização das equipes participantes da Canadian Premier League de 2019. \| | \| Cavalry FC FC Edmonton Forge FC HFX Wanderers Pacific FC Valour FC York9Localização das equipes participantes da Canadian Premier League de 2019. \| |
| | \| Cavalry FC FC Edmonton Forge FC HFX Wanderers Pacific FC Valour FC York9Localização das equipes participantes da Canadian Premier League de 2019. \| | \| Cavalry FC FC Edmonton Forge FC HFX Wanderers Pacific FC Valour FC York9Localização das equipes participantes da Canadian Premier League de 2019. \| | \| Cavalry FC FC Edmonton Forge FC HFX Wanderers Pacific FC Valour FC York9Localização das equipes participantes da Canadian Premier League de 2019. \| | \| Cavalry FC FC Edmonton Forge FC HFX Wanderers Pacific FC Valour FC York9Localização das equipes participantes da Canadian Premier League de 2019. \| | \| Cavalry FC FC Edmonton Forge FC HFX Wanderers Pacific FC Valour FC York9Localização das equipes participantes da Canadian Premier League de 2019. \| | \| Cavalry FC FC Edmonton Forge FC HFX Wanderers Pacific FC Valour FC York9Localização das equipes participantes da Canadian Premier League de 2019. \| | \| Cavalry FC FC Edmonton Forge FC HFX Wanderers Pacific FC Valour FC York9Localização das equipes participantes da Canadian Premier League de 2019. \| |
| York9 | \| Cavalry FC FC Edmonton Forge FC HFX Wanderers Pacific FC Valour FC York9Localização das equipes participantes da Canadian Premier League de 2019. \| | \| Cavalry FC FC Edmonton Forge FC HFX Wanderers Pacific FC Valour FC York9Localização das equipes participantes da Canadian Premier League de 2019. \| | \| Cavalry FC FC Edmonton Forge FC HFX Wanderers Pacific FC Valour FC York9Localização das equipes participantes da Canadian Premier League de 2019. \| | \| Cavalry FC FC Edmonton Forge FC HFX Wanderers Pacific FC Valour FC York9Localização das equipes participantes da Canadian Premier League de 2019. \| | \| Cavalry FC FC Edmonton Forge FC HFX Wanderers Pacific FC Valour FC York9Localização das equipes participantes da Canadian Premier League de 2019. \| | \| Cavalry FC FC Edmonton Forge FC HFX Wanderers Pacific FC Valour FC York9Localização das equipes participantes da Canadian Premier League de 2019. \| | \| Cavalry FC FC Edmonton Forge FC HFX Wanderers Pacific FC Valour FC York9Localização das equipes participantes da Canadian Premier League de 2019. \| |
| York Lions | \| Cavalry FC FC Edmonton Forge FC HFX Wanderers Pacific FC Valour FC York9Localização das equipes participantes da Canadian Premier League de 2019. \| | \| Cavalry FC FC Edmonton Forge FC HFX Wanderers Pacific FC Valour FC York9Localização das equipes participantes da Canadian Premier League de 2019. \| | \| Cavalry FC FC Edmonton Forge FC HFX Wanderers Pacific FC Valour FC York9Localização das equipes participantes da Canadian Premier League de 2019. \| | \| Cavalry FC FC Edmonton Forge FC HFX Wanderers Pacific FC Valour FC York9Localização das equipes participantes da Canadian Premier League de 2019. \| | \| Cavalry FC FC Edmonton Forge FC HFX Wanderers Pacific FC Valour FC York9Localização das equipes participantes da Canadian Premier League de 2019. \| | \| Cavalry FC FC Edmonton Forge FC HFX Wanderers Pacific FC Valour FC York9Localização das equipes participantes da Canadian Premier League de 2019. \| | \| Cavalry FC FC Edmonton Forge FC HFX Wanderers Pacific FC Valour FC York9Localização das equipes participantes da Canadian Premier League de 2019. \| |
| Capacidade: 8 000 | \| Cavalry FC FC Edmonton Forge FC HFX Wanderers Pacific FC Valour FC York9Localização das equipes participantes da Canadian Premier League de 2019. \| | \| Cavalry FC FC Edmonton Forge FC HFX Wanderers Pacific FC Valour FC York9Localização das equipes participantes da Canadian Premier League de 2019. \| | \| Cavalry FC FC Edmonton Forge FC HFX Wanderers Pacific FC Valour FC York9Localização das equipes participantes da Canadian Premier League de 2019. \| | \| Cavalry FC FC Edmonton Forge FC HFX Wanderers Pacific FC Valour FC York9Localização das equipes participantes da Canadian Premier League de 2019. \| | \| Cavalry FC FC Edmonton Forge FC HFX Wanderers Pacific FC Valour FC York9Localização das equipes participantes da Canadian Premier League de 2019. \| | \| Cavalry FC FC Edmonton Forge FC HFX Wanderers Pacific FC Valour FC York9Localização das equipes participantes da Canadian Premier League de 2019. \| | \| Cavalry FC FC Edmonton Forge FC HFX Wanderers Pacific FC Valour FC York9Localização das equipes participantes da Canadian Premier League de 2019. \| |
| | \| Cavalry FC FC Edmonton Forge FC HFX Wanderers Pacific FC Valour FC York9Localização das equipes participantes da Canadian Premier League de 2019. \| | \| Cavalry FC FC Edmonton Forge FC HFX Wanderers Pacific FC Valour FC York9Localização das equipes participantes da Canadian Premier League de 2019. \| | \| Cavalry FC FC Edmonton Forge FC HFX Wanderers Pacific FC Valour FC York9Localização das equipes participantes da Canadian Premier League de 2019. \| | \| Cavalry FC FC Edmonton Forge FC HFX Wanderers Pacific FC Valour FC York9Localização das equipes participantes da Canadian Premier League de 2019. \| | \| Cavalry FC FC Edmonton Forge FC HFX Wanderers Pacific FC Valour FC York9Localização das equipes participantes da Canadian Premier League de 2019. \| | \| Cavalry FC FC Edmonton Forge FC HFX Wanderers Pacific FC Valour FC York9Localização das equipes participantes da Canadian Premier League de 2019. \| | \| Cavalry FC FC Edmonton Forge FC HFX Wanderers Pacific FC Valour FC York9Localização das equipes participantes da Canadian Premier League de 2019. \| |
| Cavalry FC FC Edmonton Forge FC HFX Wanderers Pacific FC Valour FC York9Localização das equipes participantes da Canadian Premier League de 2019. | \| Cavalry FC FC Edmonton Forge FC HFX Wanderers Pacific FC Valour FC York9Localização das equipes participantes da Canadian Premier League de 2019. \| | \| Cavalry FC FC Edmonton Forge FC HFX Wanderers Pacific FC Valour FC York9Localização das equipes participantes da Canadian Premier League de 2019. \| | \| Cavalry FC FC Edmonton Forge FC HFX Wanderers Pacific FC Valour FC York9Localização das equipes participantes da Canadian Premier League de 2019. \| | \| Cavalry FC FC Edmonton Forge FC HFX Wanderers Pacific FC Valour FC York9Localização das equipes participantes da Canadian Premier League de 2019. \| | \| Cavalry FC FC Edmonton Forge FC HFX Wanderers Pacific FC Valour FC York9Localização das equipes participantes da Canadian Premier League de 2019. \| | \| Cavalry FC FC Edmonton Forge FC HFX Wanderers Pacific FC Valour FC York9Localização das equipes participantes da Canadian Premier League de 2019. \| | \| Cavalry FC FC Edmonton Forge FC HFX Wanderers Pacific FC Valour FC York9Localização das equipes participantes da Canadian Premier League de 2019. \| |

#### Pessoal e patrocínio
Nota: Todas as equipes usaram o mesmo fabricante do kit: Macron.
| Equipe        | Treinador principal | Capitão (s)                  | Patrocinador de camisas |
| ------------- | ------------------- | ---------------------------- | ----------------------- |
| Cavalry FC    | Tommy Wheeldon Jr.  | Nikolas Ledgerwood           | WestJet                 |
| FC Edmonton   | Jeff Paulus         | Tomi Ameobi                  | OneSoccer               |
| Forge FC      | Bobby Smyrniotis    | Kyle Bekker                  | Tim Hortons             |
| HFX Wanderers | Stephen Hart        | por anunciar                 | Volkswagen              |
| Pacific FC    | Michael Silberbauer | por anunciar                 | Volkswagen              |
| Valour FC     | Rob Gale            | Jordan Murrell Skylar Thomas | OneSoccer               |
| York9         | Jimmy Brennan       | Manny Aparicio               | Macron                  |

### Formato
A temporada da Premier League canadense foi disputada do final de abril a outubro. Cada equipe jogou 28 jogos, divididos entre a primavera e o outono. A temporada de primavera de 10 jogos começou em 27 de abril e terminou no Dia do Canadá em 1º de julho. A temporada de outono de 18 jogos começou em 6 de julho e terminou em 19 de outubro. O vencedor de cada temporada ganhou um lugar no Campeonato Canadense da Premier League de 2019.

## Temporada de primavera

### Tabela
| Pos | Equipe        | J  | V | E | D | GP | GC | SG | Pts | Qualificação                             |
| --- | ------------- | -- | - | - | - | -- | -- | -- | --- | ---------------------------------------- |
| 1   | Cavalry FC    | 10 | 8 | 0 | 2 | 16 | 7  | +9 | 24  | Final da Canadian Premier League de 2019 |
| 2   | Forge FC      | 10 | 6 | 1 | 3 | 15 | 7  | +8 | 19  |                                          |
| 3   | FC Edmonton   | 10 | 4 | 2 | 4 | 8  | 9  | –1 | 14  |                                          |
| 4   | HFX Wanderers | 10 | 3 | 2 | 5 | 8  | 11 | –3 | 11  |                                          |
| 5   | Pacific FC    | 10 | 3 | 2 | 5 | 11 | 15 | –4 | 11  |                                          |
| 6   | York9         | 10 | 2 | 5 | 3 | 9  | 11 | –2 | 11  |                                          |
| 7   | Valour FC     | 10 | 3 | 0 | 7 | 8  | 15 | –7 | 9   |                                          |

### Tabela de qualificação da Liga da CONCACAF de 2019
Uma equipe da Premier League do Canadá se qualificou para o torneio da Liga CONCACAF. Apenas para a edição de 2019, esta vaga foi concedida a uma das "equipas inaugurais" da liga (FC Edmonton, Forge FC ou Valour FC), com base nos jogos em casa e fora na temporada de primavera de 2019. Nos próximos anos, a qualificação da Liga CONCACAF será concedida ao campeão da CPL do ano anterior. 
|     |             |   |   |   |   |    |    |    |     |                          |     | Casa | Casa | Casa | Fora | Fora | Fora |
| Pos | Equipe      | J | V | E | D | GP | GC | SG | Pts | Qualificação             | FOR | FCE  | VAL  | FOR  | FCE  | VAL  |      |
| 1   | Forge FC    | 4 | 3 | 0 | 1 | 6  | 2  | +4 | 9   | Liga da CONCACAF de 2019 | —   | 2–0  | 2–1  | —    | 0–1  | 2–0  |      |
| 2   | FC Edmonton | 4 | 2 | 0 | 2 | 3  | 4  | –1 | 6   |                          | 1–0 | —    | 0–1  | 0–2  | —    | 2–1  |      |
| 3   | Valour FC   | 4 | 1 | 0 | 3 | 3  | 6  | –3 | 3   | 0–2                      | 1–2 | —    | 1–2  | 1–0  | —    |      |      |

### Resultados
| Mandante \ Visitante | CAV | FCE | FOR | HFX | PAC | VAL | YOR |
| -------------------- | --- | --- | --- | --- | --- | --- | --- |
| Cavalry FC           | —   | 1–0 | 0–1 | 2–0 | —   | 1–0 | 2–1 |
| FC Edmonton          | 0–3 | —   | 1–0 | 2–0 | 0–0 | 0–1 | —   |
| Forge FC             | 1–2 | 2–0 | —   | —   | 3–0 | 2–1 | 1–1 |
| HFX Wanderers        | 1–2 | —   | 2–1 | —   | 2–1 | 2–0 | 1–1 |
| Pacific FC           | 3–1 | 1–3 | —   | 1–0 | —   | 1–2 | 2–2 |
| Valour FC            | —   | 1–2 | 0–2 | 1–0 | 1–2 | —   | 1–3 |
| York9                | 0–2 | 0–0 | 0-2 | 0–0 | 1–0 | —   | —   |

| Temporada de primavera de 2019  |
| ------------------------------- |
| Cavalry FC Campeão (1.º título) |

## Temporada de outono

### Tabela
| Pos | Equipe        | J  | V  | E | D | GP | GC | SG  | Pts | Qualificação                             |
| --- | ------------- | -- | -- | - | - | -- | -- | --- | --- | ---------------------------------------- |
| 1   | Cavalry FC    | 18 | 11 | 5 | 2 | 35 | 12 | +23 | 38  | Final da Canadian Premier League de 2019 |
| 2   | Forge FC      | 18 | 11 | 4 | 3 | 30 | 19 | +11 | 37  |                                          |
| 3   | York9         | 18 | 7  | 2 | 9 | 30 | 26 | +4  | 23  |                                          |
| 4   | Pacific FC    | 18 | 5  | 5 | 8 | 24 | 31 | −7  | 20  |                                          |
| 5   | Valour FC     | 18 | 5  | 4 | 9 | 22 | 37 | −15 | 19  |                                          |
| 6   | FC Edmonton   | 18 | 4  | 6 | 8 | 19 | 24 | −5  | 18  |                                          |
| 7   | HFX Wanderers | 18 | 3  | 8 | 7 | 13 | 24 | −11 | 17  |                                          |

| Temporada de outono de 2019     |
| ------------------------------- |
| Cavalry FC Campeão (1.º título) |

## Final

### Tabela
| Pos | Equipe        | J  | V  | E  | D  | GP | GC | SG  | Pts | Qualificação                             |
| --- | ------------- | -- | -- | -- | -- | -- | -- | --- | --- | ---------------------------------------- |
| 1   | Cavalry FC    | 28 | 19 | 5  | 4  | 51 | 19 | +32 | 62  | Final da Canadian Premier League de 2019 |
| 2   | Forge FC      | 28 | 17 | 5  | 6  | 45 | 26 | +19 | 56  | Final da Canadian Premier League de 2019 |
| 3   | York9         | 28 | 9  | 7  | 12 | 39 | 37 | +2  | 34  |                                          |
| 4   | Pacific FC    | 28 | 8  | 8  | 12 | 27 | 33 | −6  | 32  |                                          |
| 5   | Valour FC     | 28 | 8  | 7  | 13 | 35 | 46 | −11 | 31  |                                          |
| 6   | FC Edmonton   | 28 | 8  | 4  | 16 | 30 | 52 | −22 | 28  |                                          |
| 7   | HFX Wanderers | 28 | 6  | 10 | 12 | 21 | 35 | −14 | 28  |                                          |

### Resultados
A primeira partida foi disputada no dia 26 de outubro, e a segunda no dia 2 de novembro.
| Equipe 1 | Total | Equipe 2   | 1.º jogo | 2.º jogo |
| -------- | ----- | ---------- | -------- | -------- |
| Forge FC | 2 – 0 | Cavalry FC | 1–0      | 1–0      |

1º Jogo
| Sábado, 26 de outubro de 2019 | Forge FC             | 1 – 0  | Cavalry FC | Tim Hortons Field, Hamilton, Ontário             |
| 17:00 (UTC−3)                 | Tristan Borges 45+1' | Súmula |            | Público: 10 486 Árbitro: CAN Pierre-Luc Lauzière |

| Forge FC | Cavalry FC |

2º Jogo
| Sábado, 2 de novembro de 2019 | Cavalry FC | 0 – 1  | Forge FC              | ATCO Field, Foothills County, Alberta  |
| 17:00 (UTC−3)                 |            | Súmula | David Choinière 90+5' | Público: 5 831 Árbitro: CAN Alain Ruch |

| Cavalry FC | Forge FC |

## Premiação
| Canadian Premier League de 2019 |
| ------------------------------- |
| Forge FC Campeão (1.º título)   |

## Estatísticas da temporada
| Pos. | Jogador        | Equipe   | Gols |
| ---- | -------------- | -------- | ---- |
| 1    | Tristan Borges | Forge FC | 13   |

| Pos. | Jogador        | Equipe   | Asistências |
| ---- | -------------- | -------- | ----------- |
| 1    | Tristan Borges | Forge FC | 5           |

## Classificação Geral
| Pos | Times         | Pts | J  | V  | E  | D  | GP | GC | SG  | Zona de Classificação ou Rebaixamento                   |
| --- | ------------- | --- | -- | -- | -- | -- | -- | -- | --- | ------------------------------------------------------- |
| 1   | Forge FC      | 62  | 30 | 19 | 5  | 6  | 47 | 26 | +21 | Campeonato Canadense de 2019 e Liga da CONCACAF de 2020 |
| 2   | Cavalry FC    | 62  | 30 | 19 | 5  | 6  | 51 | 21 | +30 | Vice-campeão                                            |
| 3   | York9         | 34  | 28 | 9  | 7  | 12 | 39 | 37 | +2  | Eliminados                                              |
| 4   | FC Edmonton   | 32  | 28 | 8  | 8  | 12 | 27 | 33 | –6  | Eliminados                                              |
| 5   | Pacific FC    | 31  | 28 | 8  | 7  | 13 | 35 | 46 | –11 | Eliminados                                              |
| 6   | Valour FC     | 28  | 28 | 8  | 4  | 16 | 30 | 52 | –22 | Eliminados                                              |
| 7   | HFX Wanderers | 28  | 28 | 6  | 10 | 12 | 21 | 35 | –14 | Eliminados                                              |

## Transferência de jogadores
As equipes da Premier League canadense podem assinar no máximo sete jogadores internacionais, dos quais apenas cinco podem estar na formação inicial de cada partida. Os seguintes jogadores são considerados jogadores estrangeiros para a temporada de 2019. 
Jogadores em negrito foram internacionalizados no nível sênior por sua respectiva nação 
| Clube         | Jogador 1            | Jogador 2                   | Jogador 3       | Jogador 4          | Jogador 5         | Jogador 6          | Jogador 7            |
| ------------- | -------------------- | --------------------------- | --------------- | ------------------ | ----------------- | ------------------ | -------------------- |
| Cavalry FC    | Oliver Minatel       | Jordan Brown                | Julian Büscher  | Nathan Mavila      | Dominique Malonga | José Escalante     |                      |
| FC Edmonton   | Son Yong-chan        | Kareem Moses                | Ramón Soria     | Oumar Diouck       | James Marcelin    | Jeannot Esua       |                      |
| Forge FC      | Bertrand Owundi      | Alexander Achinioti-Jönsson | Elimane Cissé   | Daniel Krutzen     |                   |                    |                      |
| HFX Wanderers | Jan-Michael Williams | Elton John                  | Andre Rampersad | Akeem Garcia       | Kodai Iida        | Luis Alberto Perea | Juan Diego Gutiérrez |
| Pacific FC    | Hendrik Starostzik   | Blake Smith                 |                 |                    |                   |                    |                      |
| Valour FC     | Stephen Hoyle        | Mathias Janssens            | Josip Golubar   | Martín Arguiñarena | Adam Mitter       |                    |                      |
| York9         | Simon Adjei          | Wataru Murofushi            | Rodrigo Gattas  |                    |                   |                    |                      |